# (10774) Eisenach
(10774) Eisenach (1991 AS2) – planetoida z grupy pasa głównego asteroid okrążająca Słońce w ciągu 3,72 lat w średniej odległości 2,4 j.a. Odkryta 15 stycznia 1991 roku.